# Lingua greca moderna
Il greco moderno, neoellenico o neogreco (in greco Νέα Ελληνικά nèa ellinikà [ˈne̞a e̞liniˈka] o Νεοελληνική neoellinikì [ˌne̞o̯.e̞liniˈki]; storicamente e colloquialmente anche conosciuto come Ρωμαίικα romèika [ɾo̞ˈme̞i̯ka]) è l'ultimo stadio del processo evolutivo della lingua greca, attualmente parlata da circa 15,5 milioni di persone, soprattutto in Grecia e a Cipro.
Convenzionalmente e in modo simbolico, si comincia a parlare di greco moderno a partire dalla caduta dell'Impero bizantino, nel 1453.
Per molto di questo tempo la lingua è esistita in una forma di diglossia, con vari dialetti parlati a livello locale e regionale coesistenti con forme arcaiche di greco. Durante il XIX e XX secolo fu tentata l'introduzione della katharévousa in sostituzione del greco demotico (da non confondersi col demotico egizio), la forma di greco parlato dalla maggior parte dei greci.
Attualmente, il greco moderno standard, lingua ufficiale sia in Grecia sia a Cipro, è basato sulla "δημοτική γλώσσα" (dhimotikì ghlòssa), ovvero sulla lingua "popolare".

## Classificazione
Il greco forma un ramo indipendente delle lingue indoeuropee. Insieme al greco ufficiale, tutte le forme sopravviventi di greco sono discendenti della koinè, eccetto il dialetto zaconico, parlato nel Peloponneso e discendente dell'antico dialetto dorico.

## Diffusione
Attualmente il totale delle persone che parlano il greco è stimabile tra i 14 e i 17 milioni di persone soprattutto, come detto, in Grecia e a Cipro, sebbene vi siano comunità greche di rilevanza storica che utilizzano il greco in numerose zone un tempo dominio dell'impero bizantino. Esistono comunità grecofone in Albania, Bulgaria, Turchia, Romania e in alcuni paesi che si affacciano sul Mar Nero, come Ucraina, Russia e Georgia, e in alcuni paesi del bacino del Mediterraneo, come Italia, Egitto e Israele.
Il greco è anche parlato da numerosi emigranti e discendenti di emigranti che attualmente vivono in Nord America e Australia.

## Status
Il greco è la lingua ufficiale della Grecia, dove la lingua è parlata dal 99,5% della popolazione, e di Cipro, dove è sempre stata la lingua ufficiale dello stato cipriota storico (nella parte di Cipro che si è formata dopo l'invasione militare turca si parla invece il turco). L'adesione della Grecia all'Unione europea ha fatto in modo che il greco fosse riconosciuto come lingua ufficiale dell'Unione europea.

## Studio della lingua
La prima grammatica della lingua greca moderna è quella di Nikolaos Sophianos di Corfù, scritta nella prima metà del XVI secolo. Successivamente furono pubblicate le grammatiche di Girolamo Germano (1622) e Simon Portius (1632). Tutte e tre le grammatiche includono elementi derivati dalla lingua colta e Sophianos descrive le caratteristiche specifiche del suo dialetto nativo. Le opere forniscono comunque un resoconto coerente di una lingua parlata comune sia pur con varianti locali. Una grammatica inedita di Romanos Nikephoros (XVII secolo) contiene molte interessanti osservazioni sulle differenze regionali nel parlato. All'inizio del XVIII secolo, Alessio de Somavera (padre Alexis de Sommevoir, cappuccino francese dell'Alta Marna che passò molti anni a Costantinopoli, Smirne e in altre terre di lingua greca) pubblicò il primo lessico del greco volgare. Più recentemente si segnala la grammatica del greco moderno di Manolis A. Triantafyllidis, tradotta in 14 lingue è ancor oggi considerata una fonte affidabile dai linguisti.

## Varietà del greco moderno

Diffusione dei dialetti greci moderni

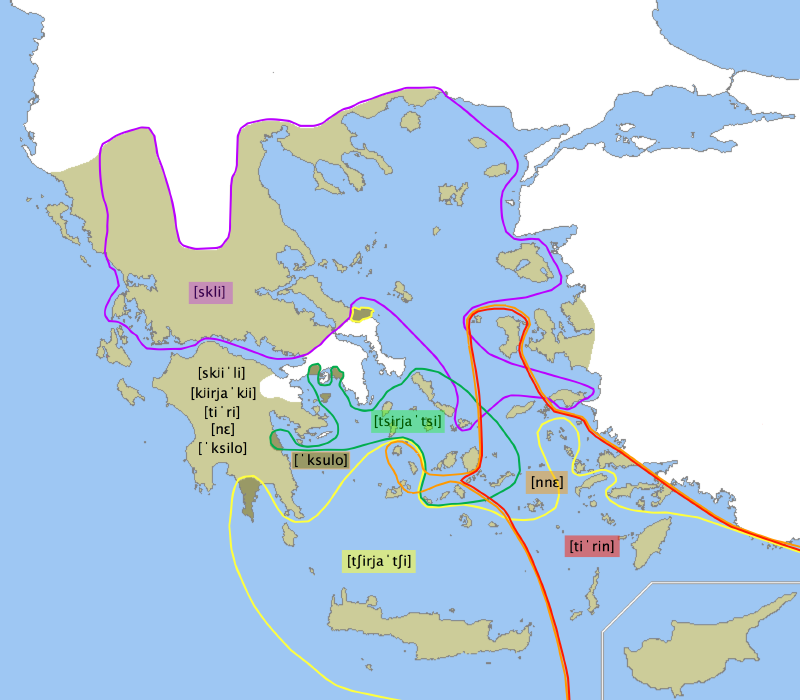
Le principali isoglosse del greco all'inizio del 1900

### Lingua standard ekatharévousa
- demotico (Δημοτική, "[lingua] popolare"): con il termine di demotico ci si riferisce a tutte le forme di greco parlate a livello popolare che hanno preso origine e si sono sviluppate nel corso dei secoli dalla koinè e mutuamente intelligibili. Come mostrato nel Digenis Akritas, il demotico era già sviluppato e delineato a partire dal IX secolo e riconosciuto come forma vernacolare della lingua romana dell'Impero bizantino. Attualmente, una forma standardizzata del demotico costituisce la lingua ufficiale della Repubblica greca ed è a questa lingua che si riferiscono i nomi d'uso comune greco moderno e neogreco; la denominazione dhimotikí o demotico oggi è utilizzata soprattutto in contrapposizione con katharèvousa.
- katharèvousa (Καθαρεύουσα, "[lingua] purificata"): una sorta di dialetto sociale arcaizzante (di poco differente dall'antico dialetto attico, ma che non ha mai raggiunto una vera standardizzazione) promosso e codificato nel XIX secolo come lingua ufficiale della Grecia libera e indipendente dopo secoli di dominio turco. Contrariamente alle speranze dei suoi creatori, questa lingua artificiale è sempre rimasta confinata alle situazioni ufficiali e formali, ed è stata la lingua ufficiale della Grecia fino all'abbandono nel 1976, anno in cui la lingua popolare venne finalmente riconosciuta lingua ufficiale dello Stato greco. Nell'epoca in cui la katharèvousa era lingua ufficiale, la dicotomia linguistica cui i greci erano sottoposti ha portato ad accesi conflitti fra coloro che sostenevano la lingua "pura" e chi invece sosteneva la lingua "popolare", innescando la questione della lingua greca. La katharèvousa utilizzava il sistema di accentazione politonico del greco antico, che fu mantenuto nella dhimotikí fino al 1982, anno della riforma che ha introdotto il sistema monotonico (l'unico accento è quello acuto e si segna solo sui polisillabi e con funzione diacritica su alcuni monosillabi, gli spiriti sono del tutto eliminati).

### Dialetti
- dialetto zaconico (Τσακωνικά): attualmente parlato solo da una piccola comunità e da pochi paesi nella prefettura dell'Arcadia. Si è evoluto dal dialetto dorico, lingua parlata a Sparta e Argo (la piccola area in cui si parla corrisponde pressappoco alla zona di confine tra le due potenti città-stato in epoca arcaica e classica), ed ha avuto modesti influssi provenienti dalla koinè.
- dialetto cretese, parlato sull'isola di Creta.
- dialetto greco cipriota, parlato sull'isola di Cipro.
- lingua pontica (Ποντιακά): originariamente parlata nel Ponto e nell'Asia minore, i suoi parlanti si sono dispersi in tutta la Grecia dopo lo scambio di popolazione avvenuto tra greci e turchi e dopo la distruzione di Smirne.
- cappadociano (Καππαδοκικά): dialetto simile al pontico.
- italiota (Κατωιταλιώτικα): forme di greco parlate da piccole comunità nell'Italia meridionale, soprattutto nella cosiddetta Grecìa salentina: comprende il dialetto grecanico e il grico, retaggio del dominio greco in Italia.

### Dialetti estinti
- ievanico: lingua parlata dagli ebrei Romanioti. Oggi estinto, era già in declino da molti secoli quando gli ultimi parlanti sono stati sterminati durante l'Olocausto.
- greco di Cargese: lingua parlata dai Greci di Cargese nel corrispettivo comune in Corsica; oggi è estinto ma ha influenzato molto la lingua corsa. Inoltre nonostante i cognomi dei greci siano stati "corsizzati", questi hanno mantenuto l'origine greca.

## Grammatica
Le principali differenze grammaticali fra greco antico e moderno sono nella flessione, cioè nella coniugazione verbale e nella declinazione dei nomi. Si possono riassumere le principali innovazioni nei seguenti punti:
- il greco moderno ha perso il duale (già comunque debole in greco classico) e il caso dativo nella declinazione, che oggi si esprime con il genitivo o equivalentemente con un complemento di moto a luogo figurato, in modo simile all'italiano: p.e., μου έδωσες, mi hai dato (μου è genitivo); έδωσες σε μένα, hai dato a me (letteralmente "verso/in me"; (ε)μένα è accusativo).
- di conseguenza la quasi totalità delle preposizioni regge l'accusativo, formando spesso "preposizioni complesse". Ad esempio, πάνω, sopra: πάνω από το τραπέζι, al di sopra del tavolo (ma non a contatto), o πάνω στο τραπέζι, sul tavolo (con contatto). Non ne mancano varie reggenti il genitivo, come εκτός (fuori), che però possono essere riformulate allo stesso modo: εκτός του σπιτιού o εκτός από το σπίτι, fuori dalla casa. Le preposizioni di uso più frequente: από (ha conservato l'antico valore di separazione, origine e allontanamento), σε (discendente dell'antica εἰς, ha conservato il valore di moto a luogo, guadagnando in aggiunta anche lo stato in luogo e il complemento di termine; è l'unica che può unirsi all'articolo determinativo formando le preposizioni articolate: στο, στη, στο ecc.), με (discendente di μετά, ha conservato i valori di mezzo, strumento, compagnia e unione, perciò spesso traducibile in italiano con la preposizione "con"), για (discendente di διά, indica causa, fine, scopo).
- in generale la declinazione dei nomi si è molto semplificata in poche categorie con meccanismi regolari e simili fra loro. Per esempio, la forma antica χάρις (grazia), della terza declinazione, è passata alla più semplice e regolare prima declinazione, χάρη[12]
- nella coniugazione il verbo ha perso il duale (già debole in epoca antica come nella flessione nominale) e il modo infinito (probabilmente influenzando così le altre lingue della lega balcanica di cui fa parte; secondo altri, però, sarebbero state le altre lingue balcaniche a trasmettere questo tratto al greco: la questione è dibattuta), sostituendo quest'ultimo con il congiuntivo introdotto dalla particella να (derivata dall'antica congiunzione subordinante di valore finale ἵνα), che distingue fra aoristo e presente: ad esempio, θέλω να φάω, (lett. "voglio che io mangi"=) voglio mangiare (ora, una volta sola) e θέλω να τρώω, voglio mangiare (in continuazione, tutto il giorno, o tutta la vacanza, ecc.).
- un relitto dell'infinito è tuttavia rimasto nell'απαρέμφατο (aparèmfato), forma indeclinabile formata sul tema dell'aoristo (attivo e passivo) e utilizzato esclusivamente assieme all'ausiliare "avere" (έχω) per formare il perfetto, il piuccheperfetto e il futuro perfetto, con costruzione analoga al passato prossimo italiano (bisogna tuttavia sottolineare che l'απαρέμφατο non è un participio passato, pur comportandosi come tale; il participio greco, la μετοχή, che può essere attivo o passivo, costruisce il passato in modo perifrastico, unendo il participio presente di έχω (έχοντας) e l'απαρέμφατο, salvo alcune particolari forme passive derivate dall'antico participio perfetto e utilizzate perlopiù come aggettivi) che continua l'aspetto risultativo/stativo dell'antico perfetto (ricordando fra altri esempi il present perfect inglese). Anche l'introduzione dell'ausiliare unico "avere" (usato solo per perfetto, piuccheperfetto e futuro perfetto con l'απαρέμφατο) è un'innovazione.
- l'antico futuro non esiste più, mentre quello moderno è stato mutuato dal congiuntivo: la particella θα (contrazione di θέλω να, "voglio ...") viene preposta alle forme del congiuntivo (θα βγω, θα είμαι, θα φάω...), distinguendo l'aspetto dell'aoristo da quello del presente.
- l'ottativo non esiste più: la situazione oggi è molto simile a quella delle lingue neolatine, dal momento che le funzioni dell'ottativo sono state in parte assorbite dal congiuntivo e in parte ereditate da un modo di nuova formazione, il condizionale. Esso si coniuga, al presente, facendo precedere l'imperfetto dalla particella θα: θα έλεγα (da λέω "dire"), θα έβγαινα (da βγαίνω "uscire"), θα ερχόμουν (da έρχομαι "andare"), ecc. Per il passato si ricorre al trapassato prossimo, sempre preceduto da θα: θα είχα πει (da λέω), θα είχα βγει (da βγαίνω), θα είχα έρθει (da έρχομαι), ecc.

## Lessico
Nel lessico, il greco moderno vernacolare adotta con grande facilità prestiti da lingue straniere, mentre il greco purista preferisce coniare nuove parole modellandole su quelle antiche.

## Verbi
Vedi anche: questa pagina su Wikibooks
Le diatesi sono 3: attivo, medio e passivo. Il medio è come i nostri riflessivi: αλλάζω (cambio) αλλάζομαι (mi cambio); σηκώνω (alzo) σηκώνομαι (mi alzo).
I tempi sono 7: presente, imperfetto, futuro semplice, futuro anteriore, aoristo, passato prossimo e trapassato prossimo.
I modi sono
4 finiti: indicativo, congiuntivo, imperativo, condizionale;
2 indefiniti: participio (non ha più l'ampio uso che aveva in greco antico ed è comparabile a quello italiano), infinito (di uso molto ridotto e completamente diverso rispetto al greco antico)

## Fonologia del neogreco
Per la fonologia, ovvero per la pronuncia esatta del neogreco secondo l'accento standard di Atene e dell'Attica, ci si servirà dell'alfabeto fonetico internazionale stabilito dall'IPA, riportando di fianco esempi in parole italiane o di altre lingue.
Alcune consonanti cambiano pronuncia (si "ammorbidiscono") davanti ai fonemi palatali (o anteriori) [i], con cui si intendono le lettere η ι υ e i dittonghi ει e οι, e [ɛ], con cui si intendono la lettera ε e il dittongo αι (vedi più sotto).

### L'alfabeto greco
| Lettera maiuscola | Lettera minuscola | IPA                        | Pronuncia italiana                                             | Esempio                                                                                |
| ----------------- | ----------------- | -------------------------- | -------------------------------------------------------------- | -------------------------------------------------------------------------------------- |
| Α                 | α                 | άλφα /'alfa/               | vocale aperta anteriore /a/                                    | it. anatra                                                                             |
| Β                 | β                 | βήτα /'vita/               | fricativa labiodentale sonora /v/                              | it. vita                                                                               |
| Γ                 | γ                 | γάμα /'ɣama/               | fricativa velare sonora /ɣ/ davanti a [a ɔ u]                  | ar. ﻏﺪﺭ (ghadara) ['ɣadara], o ned. gaan; simile alla erre parigina                    |
|                   |                   |                            | fricativa palatale sonora /ʝ/ davanti a [i ɛ]                  | it. iena, ma articolata con maggiore enfasi; la versione sonora del suono nel ted. ich |
| Δ                 | δ                 | δέλτα /'ðɛlta/             | fricativa dentale sonora /ð/                                   | ing. that o the                                                                        |
| Ε                 | ε                 | έψιλον /'ɛpsilɔn/          | vocale semiaperta anteriore /ɛ/                                | it. bello, è                                                                           |
| Ζ                 | ζ                 | ζήτα /'zita/               | fricativa alveolare sonora /z/                                 | it. snello o rosa                                                                      |
| Η                 | η                 | ήτα /'ita/                 | vocale chiusa anteriore /i/                                    | it. inizio                                                                             |
| Θ                 | θ                 | θήτα /'θita/               | fricativa dentale sorda /θ/                                    | ing. think, sp. cerrar                                                                 |
| Ι                 | ι                 | γιώτα (ιώτα) /'ʝɔta/       | vocale chiusa anteriore /i/                                    | it. inizio                                                                             |
| Κ                 | κ                 | κάπα /'kapa/               | occlusiva velare sorda /k/ davanti a /a ɔ u/                   | it. cane                                                                               |
|                   |                   |                            | occlusiva palatale sorda /c(j)/ (o anche /kj/) davanti a /i ɛ/ | simile a it. chiesa                                                                    |
| Λ                 | λ                 | λάμδα (λάμβδα) /'lam(v)ða/ | laterale approssimante alveolare /l/                           | it. lana                                                                               |
| Μ                 | μ                 | μι /mi/                    | nasale bilabiale /m/                                           | it. mamma                                                                              |
| Ν                 | ν                 | νι /ni/                    | nasale alveolare (o dentale) /n/                               | it. nonno                                                                              |
| Ξ                 | ξ                 | ξι /ksi/                   | combinazione /ks/                                              | it. xenofobia                                                                          |
| Ο                 | ο                 | όμικρον /'ɔmikrɔn/         | vocale semiaperta posteriore /ɔ/                               | it. oro, notte                                                                         |
| Π                 | π                 | πι /pi/                    | occlusiva bilabiale sorda /p/                                  | it. pane                                                                               |
| Ρ                 | ρ                 | ρο, ρω /rɔ/                | vibrante alveolare /r/                                         | it. ruotare                                                                            |
| Σ                 | σ (-ς)            | σίγμα /'siɣma/             | fricativa alveolare sorda /s/, anche se intervocalica          | it. sasso                                                                              |
|                   |                   |                            | fricativa alveolare sonora /z/ davanti a β e μ                 | it. snello o rosa                                                                      |
| Τ                 | τ                 | ταυ /taf/                  | occlusiva dentale sorda /t/                                    | it. tana                                                                               |
| Υ                 | υ                 | ύψιλον /'ipsilɔn/          | vocale chiusa anteriore /i/                                    | it. inizio                                                                             |
| Φ                 | φ                 | φι /fi/                    | fricativa labiodentale sorda /f/                               | it. fame                                                                               |
| Χ                 | χ                 | χι /çi/                    | fricativa velare sorda /x/ davanti a /a ɔ u/                   | ted. Achtung, Buch                                                                     |
|                   |                   |                            | fricativa palatale sorda /ç(j)/ davanti a /i ɛ/                | ted. ich, Fichte                                                                       |
| Ψ                 | ψ                 | ψι /psi/                   | combinazione /ps/                                              | it. psicologia                                                                         |
| Ω                 | ω                 | ωμέγα /ɔ'mɛɣa/             | vocale semiaperta posteriore /ɔ/                               | it. oro, notte                                                                         |

- I fenomeni di "addolcimento" di γ, χ e κ avvengono davanti a ogni combinazione vocalica (vedi sotto) che rappresenti i suoni /ɛ/ e /i/, non solo davanti a ι o ε. Quindi anche γυναίκα /ʝ-/ (donna), χειμώνας /ç-/ (inverno), και /cjɛ/ ecc. Notevole la riduzione (sia fonetica che grafica) di και in κι davanti a una parola che inizia per vocale: κι άλλος /'cjalos/.
- Le nasali ν e μ sonorizzano le occlusive che le seguono, inclusi i suoni doppi ψ, ξ e l'affricata (vedi sotto) τσ, quindi: κάμπος /-mb-/ (campo), πέντε /-nd-/ (cinque), δεν ξέρω /-ŋgz-/ (non so) ecc. A seconda dell'accento, non raramente la nasale scompare e rimane solo l'occlusiva sonorizzata: πέντε /pεdε/. Ciò succede sempre a inizio di parola; queste combinazioni γκ, μπ, ντ vengono dunque utilizzate rispettivamente per rendere i suoni /g/, /b/ e /d/ di parole straniere, altrimenti (quasi) assenti. P.e. μπύρα/μπίρα /'bira/, birra.
- La ι può talvolta assumere il valore di semivocale (approssimante palatale) /j/, come la i nell'it. iuta o gioiello, soprattutto nei dittonghi e all'interno di parola, quando non accentata, o anche /ʝ/. A inizio di parola (ma a volte anche all'interno), per rimarcarne il valore semiconsonantico si usa spesso la combinazione γι-, che può distinguere fra parole: ιός /i'ɔs/ (virus) rispetto a γιος /ʝɔs/ (figlio, senza accento perché la iota non è una vocale qui); καινούργιος o καινούριος sono invece equivalenti. La ι può d'altro canto "schiacciarsi" ulteriormente dopo occlusive sonore, fino a diventare come una χ dolce: p.e. πιάνω /pç-/ (prendere). La differenza fra iota "piena" e "schiacciata" è sentita, per esempio nel caso di δωμάτιο /-ti-/ (stanza), che è sdrucciola: infatti si dice το δωμάτιό μου (la mia stanza), dov'è presente per forza un secondo accento (una parola non può avere un accento prima della terzultima sillaba).
- La ι come semivocale provoca a volte anche la palatalizzazione della precedente λ o ν in /ʎ/ e /ɲ/ (come in it. aglio e gnomo): ήλιος /'iʎos/, μπάνιο /'baɲo/.
- Il fenomeno della sonorizzazione del secondo elemento (ma anche, se applicabili, tutti gli altri) appare sia all'interno di parole che fra due parole adiacenti (sandhi). Mentre nel primo caso non ci sono eccezioni, nel secondo tuttavia dipende molto dalla regione e dal parlante, e potrebbe non verificarsi, a volte come ipercorrezione di una pronuncia sentita come "bassa". È comunque molto diffusa p.e. dopo gli articoli all'accusativo: στην Κρήτη ("a Creta") può dare /stiŋ'griti/ (standard), /sti'griti/, ma anche /stiŋ'kriti/.

### Combinazioni vocaliche del neogreco
Quelle che seguono non sono veri dittonghi, bensì combinazioni di vocali a cui corrisponde spesso un solo suono o una combinazione di vocale e consonante.
| Sillaba/Combinazione | IPA                                                                        | Esempio      |
| ει, οι, υι (raro)    | vocale chiusa anteriore /i/                                                | it. inizio   |
| αι                   | vocale palatale anteriore /ɛ/                                              | it. bello, è |
| αυ                   | /af/ davanti a consonante sorda, /av/ davanti a vocale o consonante sonora | N.D.         |
| ευ                   | /ɛf/ davanti a consonante sorda, /ɛv/ davanti a vocale o consonante sonora | N.D.         |
| ηυ (raro)            | /if/ davanti a consonante sorda, /iv/ davanti a vocale o consonante sonora | N.D.         |
| ου                   | vocale chiusa posteriore /u/                                               | it. ultimo   |

### I nessi consonantici del neogreco
Tutte le consonanti indicate come doppie nella grafia sono di fatto scempiate nella lingua standard (ma non in varietà dialettali come il cipriota, per esempio). Recenti riforme dell'ortografia tendono quindi alla loro semplificazione anche in forma scritta, ma nell'uso sono ancora comuni forme doppie come τρελλός/τρελός (pazzo).
Esistono anche diverse letture per alcuni nessi consonantici:
| γγ | /ŋɡ/ o /g/ (vedi sopra)                                              |                |
| γκ | /ŋɡ/ o /g/ (vedi sopra)                                              |                |
| γχ | /ŋx/ davanti a /a ɔ u/ e consonante, /ɲç/ davanti /i ɛ/ (vedi sopra) |                |
| μπ | /mb/ o /b/ (vedi sopra)                                              |                |
| ντ | /nd/ o /d/ (vedi sopra)                                              |                |
| τζ | affricata alveolare sonora /d͡z/                                      | it. zebra      |
| τσ | affricata alveolare sorda /t͡s/                                       | it. pozzo, zio |
| λι | /ʎ/ (vedi sopra)                                                     |                |
| νι | /ɲ/ (vedi sopra)                                                     |                |

Come detto prima, non sono propri del greco i suoni /b/, /d/, /g/, che, qualora non provenienti da parole straniere, sono presenti al più solo per il fenomeno che coinvolge le combinazioni μπ, ντ, γκ. Queste sono anche usate per rendere tali suoni nelle trascrizioni di nomi e termini stranieri. Allo stesso modo non sono presenti le affricate /t͡ʃ/ (cena) e /d͡ʒ/ (gente) (d'altronde il greco manca di ogni postalveolare come /ʃ/ di sciocco), che, nel caso, vengono approssimate con τσ e τζ. Di qui le trascrizioni come Τζόρτζο (Giorgio), Ντάριο (Dario), τζόγκιγκ (jogging).

## Premi Nobel per la letteratura di lingua greca
- Giorgos Seferis (1963,  Grecia)
- Odysseas Elytīs (1979,  Grecia)

### Grammatiche

#### Testi di riferimento
- (EL)  Μανόλης Α. Τριανταφυλλίδης, Νεοελληνική Γραμματική (της δημοτικής), Atene, 1941
- Manolis Triandafyllidis, Piccola grammatica neogreca, traduzione italiana di Maria Caracausi, Salonicco, Università Aristotele di Salonicco, 1995
- Carmine Prisco, Il neogreco per gli italiani. Grammatica di greco moderno[1], Massafra (TA), Dellisanti, 2010, ISBN 978-88-892-2080-1
- Dag Tessore, Grammatica di greco moderno. Lingua parlata, letteraria, arcaizzante: teoria ed esercizi, Milano, Hoepli, 2018, ISBN 978-88-203-7490-7
- Filippo Maria Pontani, Grammatica del greco moderno, Volume 1: Fonetica e morfologia, Roma, Edizioni dell'Ateneo, 1968
- Filippo Maria Pontani, Grammatica del greco moderno, Volume 2: Esercizi, Roma, Edizioni dell'Ateneo, 1968
- Leonardo Paganelli, Grammatica greca contemporanea, Bologna, Clueb, 2013, ISBN 978-8849138276
- Leonardo Paganelli, Grammatica del greco post-moderno, Bergamo, Edizioni Larus, 1998
- Nicola Catone, Grammatica neoellenica, Roma, Edizioni dell'Ateneo, 1967
- Nicola Catone, Esercizi di lingua neoellenica, Roma, Edizioni dell'Ateneo, 1973
- Francesco Maspero, Grammatica della lingua greca moderna, Milano, Cisalpino-Goliardica, 1981, ISBN 88-205-0172-4
- Francesco Maspero, Esercizi di neogreco. Con appendice sulla "katharevousa" e sui dialetti greci dell'Italia meridionale, Milano, Cisalpino-Goliardica, 1987, ISBN 88-205-0557-6
- Gianni Korinthios, Grammatica del neogreco. Fonetica e morfologia, Cosenza, Edizioni Brenner, 1990
- Gianni Korinthios, Sintassi del neogreco, Cosenza, Edizioni Brenner, 1990
- Maria Georgopoulou, Grammatica neogreca, Torino, Alpina, 2006
- Maria Georgoupolou, Esercitazioni di neogreco, Torino, Alpina, 2006
- (EN)  Peter Mackbridge, The Modern Greek Language. A Descriptive Analysis of Standard Modern Greek, Oxford, Oxford University Press, 1987, ISBN 978-0198158547
- (EL)  Άννα Ιορδανίδου, Τα ρήματα της νέας ελληνικής, Πατάκης, 1992

##### Testi datati
- (EN)  Albert Thumb, Handbook of the Modern Greek Vernacular. Grammar, Texts, Glossary, Edinburgh, T. & T. Clark, 1912 [Prima edizione tedesca 1895]
- Vito D. Palumbo, Grammatica del greco volgare, Heidelberg, Groos, 1909
- F. De Simone Brouwer, Grammatica della lingua greca moderna, Napoli, R. Istituto Superiore Orientale, 1921
- Emilio Peruzzi, Elementi di greco moderno, Milano, Edizioni "Le lingue estere", 1942

#### Corsi di lingua
- Maria Angela Cernigliaro Tsouroula, ΕΥΧΑΡΙΣΤΩ, ΕΛΛΑΔΑ! Corso di lingua neogreca, vol. 1, Milano, Hoepli, 2017, ISBN 978-88-203-7527-0
- Maria Angela Cernigliaro Tsouroula, ΕΥΧΑΡΙΣΤΩ, ΕΛΛΑΔΑ! Corso di lingua neogreca, vol. 2, Milano, Hoepli, 2017, ISBN 978-88-203-7528-7
- Claretta Candotti, Amalia Kolonia, Parliamo greco. Dialoghi, esercizi e vocabolario del greco moderno, Milano, Hoepli, 2010 [2007], ISBN 978-88-203-4586-0
- Katerina Kedra Blayo, Jean-Loup Chérel, Il nuovo greco senza sforzo. Greco moderno, Adattamento di M. Bagatin e S. Sarinopulos, Chivasso (TO), Assimil Italia, 2016, ISBN 978-88-967-1514-7
- Jean-Pierre Guglielmi, Il Greco - Collana Senza Sforzo, Adattamento di F. Melle, Chivasso (TO), Assimil Italia, 2020, ISBN 978-88-856-9525-2

##### Manuali di conversazione
- Leonardo Paganelli, Nuovo parlo greco, Milano, Vallardi, 2006 [1991], ISBN 978-8882118358

#### Lingua katharevousa
- Georges Kutuffà, Compendio di grammatica della lingua greca moderna, Livorno, Tipografia di G.P. Pozzolini, 1825
- Romeo Lovera, Grammatica della lingua greca moderna, Collana "Reprint antichi manuali Hoepli", Milano, Cisalpino-Goliardica, 1987 [Milano, Hoepli, 1893]
- Dag Tessore, Grammatica di greco moderno. Lingua parlata, letteraria, arcaizzante: teoria ed esercizi, Milano, Hoepli, 2018, ISBN 978-88-203-7490-7

### Dizionari
- AA.VV., Dizionario greco moderno - italiano - greco moderno, Bologna, Zanichelli, 1996-2013
- AA.VV., Dizionario greco moderno compatto, Bologna, Zanichelli, 2017

#### Datati
- Eliseo Brighenti, Dizionario greco moderno-italiano, Hoepli, 1927
- Eliseo Brighenti, Dizionario italiano-greco moderno, Hoepli, 1927

### Storia della lingua moderna
- Maurizio De Rosa, La Lingua greca. Una storia lunga quattromila anni, Atene, ETPbooks, 2019, ISBN 978-6185329181
- Maria Perlorentzou, La lingua greca dalla Κοινή al XX secolo. Dati storici ed evoluzione linguistica, Bari, ISEO Istituto di Studi dell'Europa Orientale/Università di Bari, 1999
- (EN)  Geoffrey Horrocks, From the Ottoman Empire to the European Union, in: Greek. A History of the Language and Its Speakers, (Section III, capp. 13–17, pp. 291–365), London and New York, Longman, 1997, ISBN 0-582-30709-0
- (EN)  Wendy Moleas, The Development of the Greek Language, Bristol Classical Press, Bloomsbury, 2004 [1998], ISBN 978-1853996757
- (EN)  Peter Mackridge, Language and National Identity in Greece, 1766-1976, Oxford, Oxford University Press, 2009, ISBN 978-0-19-921442-6
- (FR)  Henri Tonnet, Histoire du grec moderne, Le Pré-Saint-Gervais, L'Asiathèque, 2018 [1993], ISBN 978-2-36057-014-0